# U-Verlagerung Marmor

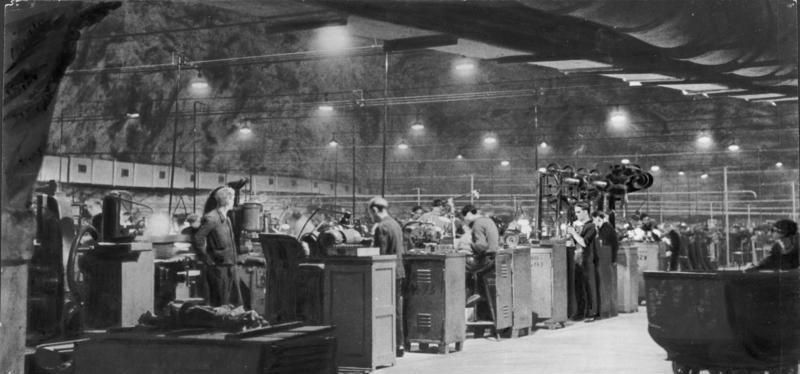
Deutscher Rüstungsbetrieb unter Tage

Mit dem Decknamen Projekt Marmor bezeichneten die Nationalsozialisten eine Stollenanlage in der steirischen Gemeinde Peggau. Die Stollen dienten im Rahmen der sogenannten U-Verlagerung dazu, die Rüstungsproduktion der Steyr Daimler Puch-AG im Werk Graz-Thondorf geschützt vor alliierten Bombenangriffen aufrechtzuerhalten. Zur Beschaffung der nötigen Arbeitskräfte wurde ein Außenlager des KZ Mauthausen eingerichtet.

## Außenlager des KZ Mauthausen

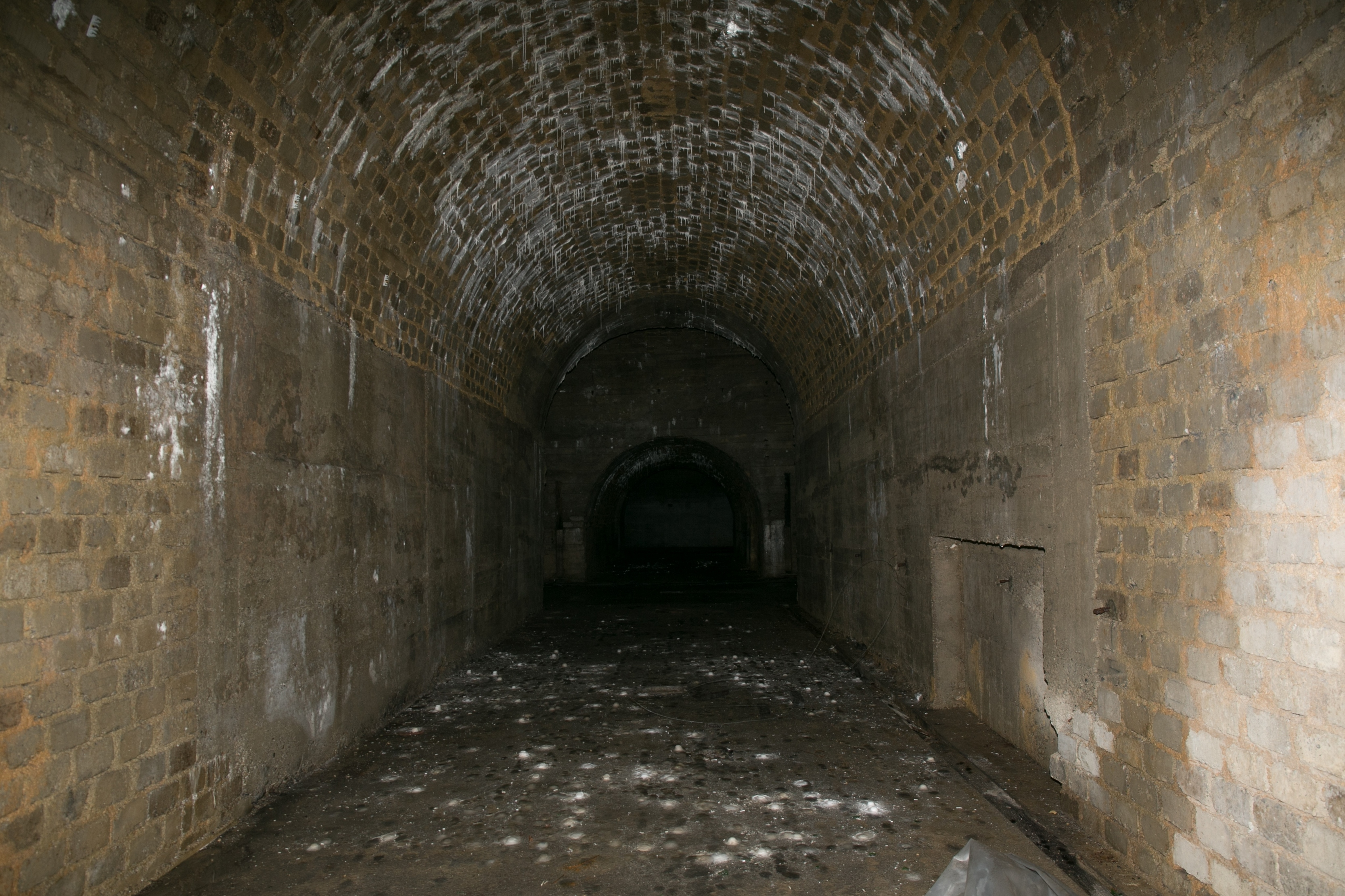
Eingangsbereich des Hauptstollens

Als nationalsozialistische Rüstungsbetriebe mehr und mehr durch Bombenangriffe der Alliierten beschädigt wurden, versuchte man, deren Produktion in Stollen innerhalb schützender Bergwände aufrechtzuerhalten. Nach einem schweren Bombenangriff auf das Werk Graz-Thondorf der Steyr-Daimler-Puch AG am 26. Juli 1944 wurde eine solche Verlagerung dieses Werkes in die Peggauer Wand beschlossen. In der Systematik der Decknamen nationalsozialistischer Geheimobjekte wurde dem Projekt der Name Marmor zugewiesen. Um Arbeitskräfte heranzuschaffen, wurde in Peggau-Hinterberg ein Außenlager des KZ Mauthausen eingerichtet.

### Lagerorganisation
Schon ein Jahr zuvor hatte man ein 5 Hektar großes Grundstück des Stifts Vorau in Peggau/Hinterberg enteignet. Hinter einem drei Meter hohen elektrisch geladenen Stacheldrahtzaun wurden rund 10 Holzbaracken errichtet, die von vier Wachtürmen aus kontrolliert werden konnten. Weiters verfügte das Lager über eine Küche, Wäscherei, Waschbaracke und Krankenstation sowie einen separaten Bereich zur Unterbringung der Wachmannschaft. Am 17. August 1944 kam ein erster Transport mit 400 Häftlingen aus Mauthausen in dem Lager an. Auf längere Sicht war die Herstellung von Flugzeug- und LKW-Komponenten sowie Teilen für den Panzerkampfwagen VI Tiger geplant, erst mussten jedoch die Stollen angelegt werden. Im Schnitt befanden sich zwischen 700 und 800 Häftlinge gleichzeitig in dem Lager, überwiegend politische Gefangene aus Polen und der Sowjetunion, aber auch Franzosen, Italiener, Deutsche und Jugoslawen und eine kleine Gruppe polnischer Juden. Den Transportlisten nach wurden in den acht Monaten seines Bestehens mindestens 1400 Menschen in das Lager gebracht.

### Auflösung des Lagers
Ab dem 2. März 1945 wurde das Lager aufgrund des Vorrückens der Roten Armee aufgelöst, die Häftlinge wurden zu Fuß nach Bruck an der Mur und von dort mit dem Zug nach Mauthausen geführt. Davor waren noch über 200 Häftlinge aus dem Lager Eisenerz nach Peggau überstellt worden. Vor dem Aufbruch wurden 15 kranke Häftlinge erschossen, weitere 31 starben während des Transports an „Kreislaufschwäche“ oder wurden bei Fluchtversuchen erschossen. Schließlich trafen am 7. April 820 Häftlinge aus Peggau in Mauthausen ein. Über die genauen Opferzahlen im Lager und in den Stollen gibt es stark divergierende Angaben. 129 der Opfer sind namentlich bekannt, es ist anzunehmen, dass die tatsächliche Zahl deutlich höher liegt.

## Stollenanlage Marmor
Das nötige technologische Know-how für das Projekt wurde vom Institut für Straßenbau der Technischen Hochschule Graz beigesteuert. Das Institut für Festigkeitslehre entwickelte neuere Druckversuche zur Untersuchung des verwendeten Betons. Die Zwangsarbeiter wurden jeden Tag in Kolonnen die ca. zwei Kilometer lange Strecke vom Lager quer durch den Ort Peggau zu der Baustelle getrieben. Der Bevölkerung war jeder Kontakt zu den Häftlingen verboten. Geplant war die Errichtung von acht oder neun (die Angaben der Zeitzeugen variieren) parallelen Stollen, die jeweils ca. 75 Meter lang, 6 Meter breit und 6 Meter hoch (Scheitelhöhe des Gewölbes) sein sollten und durch Querstollen miteinander verbunden wurden. Je 400 Zwangsarbeiter arbeiteten in zwei Schichten zu 12 Stunden an dem Projekt. Bis März 1945 waren drei der Stollen fertiggestellt und innen ausgemauert. Darin wurden 1080 Werkzeugmaschinen untergebracht, an welchen 2820 Arbeiter aus dem Werk Graz-Thondorf beschäftigt waren. Die restlichen 5 bzw. 6 Stollen verblieben im Rohbau.

## Situation nach dem Krieg

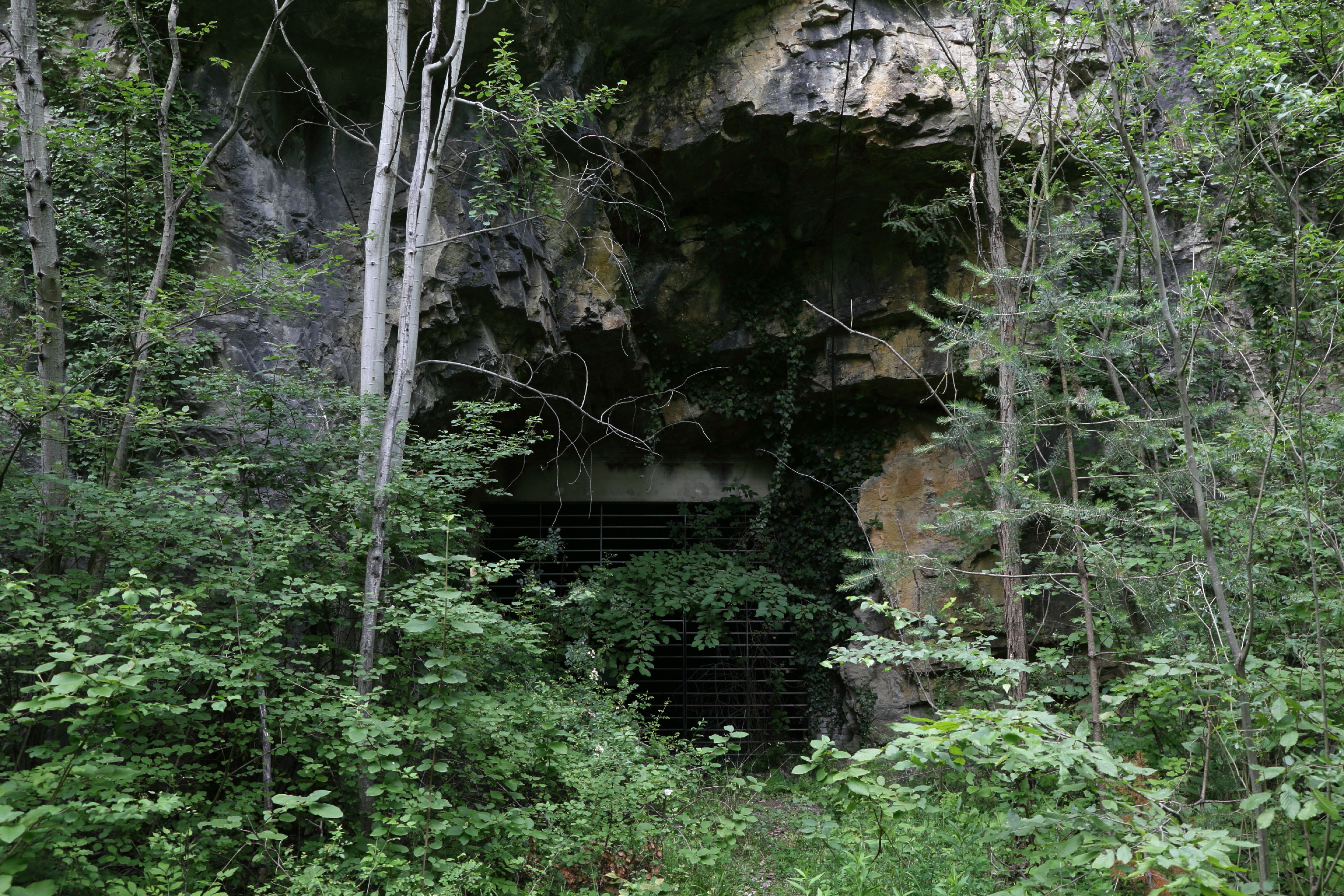
Die Fahrwege zu den Stollen wachsen langsam zu

Mit Ende des dritten Reiches ging das Lagerareal wieder in den Besitz des Klosters Vorau über. Dieses riss die meisten Baracken ab und errichtete eine Ziegelfabrik. Einige wenige verbliebene Baracken dienten bis in die 1950er Jahre als Notunterkünfte. 1960 wurde die Anlage restlos entfernt, sodass heute obertägig keine Strukturen des Lagers selbst mehr erkennbar sind.
In den Jahren 1945 und 1946 wurden 82 Tote aus Massengräbern des Lagers exhumiert und in der Nähe des ehemaligen Geländes erneut beigesetzt. 1955 wurde dieses Sammelgrab mit einem Gedenkstein versehen, der 1983 von Neonazis zerstört und daraufhin von der Gemeinde wiedererrichtet wurde. 2005 wurde vom Land Steiermark ein Wettbewerb zur Neugestaltung der Gedenkstätte ausgeschrieben. Der Siegerentwurf von Hartmut Skerbisch wurde 2006 offiziell enthüllt. Soweit bekannt sind an diesem Gedenkort nun auch die Namen der Opfer gelistet. Die Stollen stehen leer und sind offiziell nicht zugänglich, einer von ihnen diente der TU Graz in der Vergangenheit als Aufstellungsort für geophysikalische Messgeräte. Eine zuwachsende Straße und umfangreiche Betonstrukturen zeugen noch von den Aktivitäten rund um die Stollen.

## Filme & Dokumentationen
- „Projekt Marmor – verdrängt und vergessen“ ist die erste filmische Auseinandersetzung mit dem KZ-Außenlager Peggau/Hinterberg und wurde im April 2025 anlässlich des 80. Jahrestags des Kriegsendes veröffentlicht. Produziert wurde der Film von Fynn Prünster und Artur E. Irmler. [10]